# Tordai Teri
| Tordai Teri                               | Tordai Teri                               |
| Kattints az alábbi külső linkek egyikére! | Kattints az alábbi külső linkek egyikére! |
| ----------------------------------------- | ----------------------------------------- |
| Nem található szabad kép.(?)              |                                           |
| külső link · jogvédett                    | Képe az 1970-es évekből (Papageno.hu)     |

Tordai Teri (Debrecen, 1941. december 28. –) Kossuth- és Jászai Mari-díjas magyar színésznő, érdemes és kiváló művész. Már főiskolásként filmezni kezdett. Feltűnő szépsége évekig meghatározta szerepkörét. Az 1960-as évek második felétől számos külföldi filmben játszott főszerepeket, és néhány évig a német nyelvterület legnépszerűbb sztárjai közé tartozott. Külföldön Terry Torday néven ismerték. Az 1980-as évek közepétől főleg színpadon játszik.

## Pályafutása

### Út a filmvilágba
Tordai Teri édesapja Tordai Gyula, édesanyja Tarján Lili. A művésznőnek van egy nővére is. A család a bombázások miatt Debrecenből Egerbe költözött, az anyai nagymamához. A Tordai lányokat az édesanya az 1950-es évek elején egy Egerben élő keletnémet tánctanárnőhöz íratta be balettra, mindazonáltal Tordai Teri nem készült művészi pályára, hanem Tanítóképző Főiskolára járt. Az intézmény egyik szavalóversenyén részt vett Gáti József is, aki azt javasolta neki, hogy menjen a Színművészeti Főiskolára. Itt 1960 és 1964 között folytatta tanulmányait, Pártos Géza tanítványaként. Osztálytársa volt többek között Szegedi Erika, Halász Judit, Béres Ilona és Polónyi Gyöngyi is. Utóbbi három kolléganőjével együtt már főiskolásként szerepet kapott a magyar filmgyártás doyenje, Keleti Márton Esős vasárnap (1962) című filmjében. A Fényes Szabolcs zenéjével aláfestett alkotás sikernek bizonyult, és országosan ismertté tette a pályakezdő fiatal színésznőket. Keleti után a szakma másik jeles képviselője, Makk Károly ajánlott szerepeket számára: Az utolsó előtti ember (1963) című művében Tordai még csak kisebb szerepet alakított, de a Mit csinált felséged 3-tól 5-ig? (1964) című nagy sikerű vígjátékban már nagyobb feladat jutott neki. A főiskola befejezése után folyamatosan filmezett.

### Terry Torday
1965-ben Magyarországon forgatták a Ferien mit Piroschka (Nyaralás Piroskával) című vígjátékot, melyben Tordai német férfipartnerei, a később igen népszerűvé lett Dietmar Schönherr (Orion űrhajó) és az új évezred elején is a német nyelvterület egyik sztárjának számító Götz George (Schimanski felügyelő) voltak. Várkonyi Zoltán kiugró sikert aratott Jókai-adaptációjában, az Egy magyar nábob filmváltozatában a művésznő a tragikus sorsú, szenvedélyes keleti táncosnő, Chataquela szerepét alakította. 1967-ben újabb külföldi produkció érkezett Magyarországra: az osztrák Franz Antel hazánkban kívánta elkészíteni a Susanne, die Wirtin von der Lahn című filmjét, és anyagi megfontolásokból a női főszerepre magyar színésznőt akart. Tordai Teri mellett állítólag Szilvássy Annamária volt a szerep másik nagy esélyese, de Antel végül Tordait választotta. A film nagy sikert aratott német nyelvterületen, az évek folyamán több folytatást készítettek hozzá. Terry Torday néven Nyugat-Európában is népszerűvé vált, a Susanne-produkciók mellett más alkotásokba is meghívták. Mivel ezek a filmek akkoriban nem jutottak el Magyarországra, az a legenda terjedt el róluk, hogy nem csupán pikáns, hanem egyenesen pornográf alkotások, ám ezeknek a híreszteléseknek nem volt valóságalapjuk. Tordai német partnerei között megtalálhatjuk az egykor oly kedvelt Rex Gildo slágerénekest, a németek körében valaha igen népszerű színésznőt, Uschi Glast, továbbá Heinz Rühmannt, Horst Tappertet (Derrick) és Sascha Hehnt (A klinika). Az olasz színésznők közül pedig a könnyed filmecskék egykor igen kedvelt csillagai, Edwige Fenech és a jugoszláv származású Femi Benussi ugyancsak Tordai partnerei voltak. A művésznő legmerészebb erotikus filmjének bennfentesek szerint az 1974-ben készült Der Liebesschüler számít, melynek főszerepét az Emmanuelle-filmekből ismert Sylvia Kristel játszotta. Tordai Teri évekkel későbbi interjúiban maga sem titkolta, hogy szakmai szempontból nem különösebben értékesek és jelentősek a külföldi filmjei, mégsem tartotta időpocsékolásnak az elkészítésükre fordított időt. Mint elmondotta, megismerhette a magyartól sok mindenben eltérő nyugati filmkészítési stílust, nyelveket tanult, világot látott, egzisztenciális szempontból pedig a gázsija is sokat számított, hiszen sokszorosa volt a színházi jövedelmének.

### Újra Magyarországon
Szerencsére a külföldi filmekkel párhuzamosan hazai alkotásokban is folyamatosan szerepeket vállalt. Különösen két tévéfilmben nyújtott emlékezetes alakítást: a Sarkadi Imre műve alapján készült A gyáva (1971) című produkcióban, melyben a címszereplőt formálta meg Kállai Ferenc és Huszti Péter oldalán; és a megtörtént bűnügyet feldolgozó Fejes Endre-műben, a Jó estét nyár, jó estét szerelem ma már klasszikusnak mondható, 1972-es tévés feldolgozásában, amelyben pedig a tragikus sorsú Karácsony Nagy Zsuzsát keltette életre. Keleti Márton Bob herceg (1973) című emlékezetes operettfilmje eredetileg szintén a Televízió számára készült, de mozikban is bemutatták: Tordai Teri Viktória hercegnőt alakította, akit a címszereplő feleségének szánnak, ám az ifjú mást szeret. Ugyancsak 1973-ban készült a Jókai-adaptáció, a Mégis mozog a föld c. három részes tévéfilm (Hajdúfy Miklós munkája), ebben Sátory Katinka szerepét játszotta el. Testhezálló szerep volt a titokzatos Eileen St. Claire figurája Szerb Antal A Pendragon legenda című klasszikusának a kritika által fanyalogva fogadott filmváltozatában. Az 1980-as években Mészáros Márta és Bacsó Péter is filmezni hívták, akik később is rendszeresen felkérték őt kisebb szerepekre. Franz Antel sem feledkezett meg róla, aki az Ausztria náci megszállása idején játszódó Bockerer (1981) című drámájában adott neki szerepet. Felbukkant az Oscar-díjas Mephisto (1981) szereplői között is, és kitűnő alakítást nyújtott mint Katalin, a kémnő Zsurzs Éva Jókai-mű alapján készült minisorozatában, A névtelen várban. Noha folyamatosan filmez, a ’80-as évektől kezdve egyre inkább a színpadokon kapott tehetségéhez méltó, sokoldalú szerepformálásra lehetőséget nyújtó feladatokat: kortárs és klasszikus, hazai és külföldi szerzők legkülönbözőbb műfajokat képviselő darabjaiban lépett színre az évek folyamán. Bár művészi pályája számtalan csalódással járt együtt, nem tartozik a panaszkodó és megkeseredett művészek közé, hitvallása szerint csak a szépre igyekszik emlékezni. 1976. június 18-án megszületett lánya, Horváth Lili, aki szintén a színészi pályát választotta: anya és lánya mind színpadon, mind filmen játszott már együtt.
2021 szeptemberében díszkövet kapott az egri Csillagok Sétányán. 80. születésnapja alkalmából egy csillagot neveztek el róla.

## Díjai, elismerései
- Jászai Mari-díj (1985)
- Aase-díj (2011)
- Érdemes művész (2012)
- Kiváló művész (2015)
- Kossuth-díj (2018)
- Budapestért díj (2019)
- A Magyar Filmakadémia életműdíja (2021)[8]
- Arany Medál Életműdíj (2021)[9]

## Szerződései
- 1964–1965: Szegedi Nemzeti Színház
- 1965–1971: Nemzeti Színház, Budapest
- 1966–1971: Neue Delta filmgyártó cég, Ausztria
- 1971–1972: Pécsi Nemzeti Színház
- 1972–1977: Vidám Színpad, Budapest
- 1977–1980: Népszínház, Budapest
- 1980–1986: a MAFILM filmszínésztársulata
- 1986–1995: József Attila Színház, Budapest
- 1995–2001: Veszprémi Petőfi Színház
- 2001–: Új Színház, Budapest

## Színházi szerepei
- Violet (G. B. Shaw: Tanner John házassága)
- Reich Kató (Fejes Endre: Rozsdatemető)
- Victoria (William Somerset Maugham – Nádas Gábor – Szenes Iván: Imádok férjhez menni)
- Gara Mária (Vörösmarty Mihály: Czillei és a Hunyadiak)
- Tatjána (Makszim Gorkij: Ellenségek)
- Teresa Ater (Hernádi Gyula: Antikrisztus)
- Polly (Hacks: Polly Amerikában)
- Nő (Hernádi Gyula: Bajcsy-Zsilinszky Endre)
- Anna (Kurt Bartsch: A kötél)
- Hyppolita (Shakespeare: Szentivánéji álom)
- Madame (Jean Genet: Cselédek)
- dr. Watson (Hernádi Gyula: Hasfelmetsző Jack)
- Olivia (Shakespeare: Vízkereszt, vagy amit akartok)
- Katharina Schratt (Hernádi Gyula: Mata Hari)
- Isabel Peron, özv. Hollay Zoltánné, Fejér Edit, Katharina Schratt (Hernádi Gyula: Lélekvándorlás)
- Ruby (Horace McCoy: A lovakat lelövik, ugye? )
- Mici (Felix Salten: Finom lelkek)
- Nő (Görgey Gábor: Wiener Walzer)
- Blanche (Tennessee Williams: A vágy villamosa)
- Lovasné (Csurka István: Nagytakarítás)
- Alice Postic (Jack Popplewell: A hölgy fecseg és nyomoz)
- Színésznő (Molnár Ferenc: A testőr)
- Katalin (Kaló Flórián: A kitaszított)
- Lükeházyné (Molière: Dandin György)
- Mina néni (Móricz Zsigmond: Nem élhetek muzsikaszó nélkül)
- Hippolita, Titánia (William Shakespeare: Szentivánéji álom)
- Mrs. Margaret Warwick (Agatha Christie: Eszményi gyilkos)
- Mrs. Toothe (Edward Albee: Mindent a kertbe)
- Rose (Lengyel Menyhért: A waterloói csata)
- Haevenly, Alaxandra Del Lago (Tennessee Williams: Az ifjúság édes madara)
- Tomainé Vera (Hámori Tibor: A gyilkos én vagyok)
- Vaszilisza (Makszim Gorkij: Éjjeli menedékhely)
- Marie (Bertolt Brecht: A városok sűrűjében)
- Lina (Molnár Ferenc: Olympia)
- Mása, Leokádia (Anton Pavlovics Csehov – Ljudmila Petrusevszkaja: Három nővér, kékben)
- Ranyevszkaja (Anton Pavlovics Csehov: Cseresznyéskert)
- Lynne (Richard Harris: Csupa balláb)
- Eleonora, az anya (Sławomir Mrożek: Tango)
- Tótné (Örkény István: Tóték)
- Mása (Anton Pavlovics Csehov: Három nővér)
- Júlia (Somerset Maugham: Csodálatos vagy, Júlia)
- Pearce-né (Loewe–Shaw–Lerner: My Fair Lady)
- Warrenné (George Bernard Shaw: Warrenné mestersége)
- Paula (Örkény István: Macskajáték)
- Emily Brent (Agatha Christie: Tíz kicsi néger)
- Nagymama (Szirmai Albert – Bakonyi Károly: Mágnás Miska)
- Olympe Ferraillon (Georges Feydeau: Bolha a fülbe)
- Kegyelmes grófné (Molnár Ferenc: A farkas)
- Marie (Loleh Bellon: A csütörtöki hölgyek)
- Mariann (Németh Ákos: Haszonvágy)
- Paula (Örkény István: Macskajáték)

## Ismertebb filmjei
- 2023: Cicaverzum
- 2022: Az unoka
- 2021: Magyar Passió
- 2021: Kittenberger - Az utolsó vadászat
- 2014: Fakulás
- 2011: Kaland
- 2009: Szinglik éjszakája
- 2008: Presszó 10 (tévésorozat, 4 epizódban)
- 2008: Majdnem szűz
- 2006: Indián nyár (tévéfilm)
- 2006: De kik azok a Lumnitzer nővérek?
- 2005–2011: Jóban Rosszban (tévésorozat)
- 2005: Rokonok
- 2004: Hóesés a Vízivárosban (tévéfilm)
- 2004: A temetetlen halott
- 2004: Montecarlo!
- 2003: Lili (tévésorozat)
- 2001: Hamvadó cigarettavég
- 2001: A végső játszma (Last Run)
- 1997: Szabadság tér '56 (tévéfilm)
- 1996: Caligula (tévéfilm)
- 1994: Kis Romulusz (tévésorozat)
- 1994: Ébredés
- 1994: Kisváros (tévésorozat, az Olasz diszkó című epizódban)
- 1993: A magzat
- 1993: Privát kopó (tévésorozat)
- 1992: A pályaudvar lovagja (tévéfilm)
- 1991: Mio caro dottor Gräsler
- 1990: Napló apámnak, anyámnak
- 1989: Vadon
- 1989: Linda (tévésorozat, a Stoplis angyalok című epizódban)
- 1989: Piroska és a farkas
- 1989: Almási, avagy a másik gyilkos (tévéfilm)
- 1988–1989: Szomszédok (tévésorozat, 12 epizódban)
- 1988: Hanna háborúja (Hanna’s War)
- 1988: A védelemé a szó (tévésorozat, 6 epizódban)
- 1988: Titánia, Titánia, avagy a dublőrök éjszakája
- 1987: Szeleburdi vakáció
- 1987: Napló szerelmeimnek
- 1987: Az ördög talizmánja (tévéfilm)
- 1987: Isten veletek, barátaim
- 1987: Banánhéjkeringő
- 1985: A vörös grófnő
- 1985: Arthur the King (tévéfilm)
- 1985: Idegenek (tévéfilm)
- 1984: Délibábok országa
- 1984: Szerelem száz háton (Popcorn und Paprika)
- 1983: Viadukt
- 1982: A névtelen vár (tévésorozat)
- 1981: Mephisto
- 1981: Anna
- 1981: Bockerer (Der Bockerer)
- 1979: La Lumière des justes (tévésorozat)
- 1978: Nem élhetek muzsikaszó nélkül
- 1978: Das Love-Hotel in Tirol
- 1978: Földünk és vidéke (tévéfilm)
- 1978: Kinek a törvénye?
- 1977: Hungária kávéház (tévésorozat, a Nők apróban című epizódban)
- 1976: Le a cipővel, avagy nyár a szigeten (tévéfilm)
- 1975: Verbrechen nach Schulschluss
- 1975: Állítsátok meg Arturo Uit! (tévéfilm)
- 1975: Monika und die Sechzehnjährigen
- 1975: Gilgames (tévéfilm)
- 1974: Jelbeszéd
- 1974: Der Liebesschüler
- 1974: A Pendragon legenda
- 1974: Pokol – Inferno (tévéfilm)
- 1973: Frau Wirtins tolle Töchterlein
- 1973: És mégis mozog a föld (3 részes magyar tévéfilm)
- 1972: Bob herceg
- 1972: Jó estét nyár, jó estét szerelem (tévéfilm)
- 1972: Les Évasions célèbres (tévésorozat, a L’enquête de l’inspecteur Lamb című epizódban)
- 1972: Minden út hozzád vezet (tévéfilm)
- 1971: Der Kapitän
- 1971: Einer spinnt immer
- 1971: Mein Vater, der Affe und ich
- 1971: Hurra, wir sind mal wieder Junggesellen
- 1971: A gyáva (tévéfilm)
- 1970: Frau Wirtin bläst auch gern Trompete
- 1970: Frau Wirtin treibt es jetzt noch toller
- 1970: A 0416-os szökevény (tévésorozat)
- 1969: Liebe durch die Hintertür
- 1969: Warum hab ich bloß 2 x ja gesagt?
- 1969: Frau Wirtin hat auch eine Nichte
- 1969: Próféta voltál szívem
- 1969: 7 kérdés a szerelemről (és 3 alkérdés) (tévéfilm)
- 1968: Frau Wirtin hat auch einen Grafen
- 1968: Elsietett házasság
- 1968: Der Turm der verbotenen Liebe
- 1968: Otto ist auf Frauen scharf
- 1967: Könnyű kis gyilkosság
- 1967: Susanne, die Wirtin von der Lahn
- 1966: Nem szoktam hazudni
- 1966: Ketten haltak meg
- 1966: Sok hűség semmiért
- 1966: Columbus 64 (tévéfilm)
- 1966: Egy magyar nábob
- 1965: Ferien mit Piroschka (Nyaralás Piroskával)
- 1965: Háry János
- 1965: Tilos a szerelem
- 1965: Sellő a pecsétgyűrűn
- 1964: Mit csinált felséged 3-tól 5-ig?
- 1963: Az utolsó előtti ember
- 1963: Utak
- 1962: Esős vasárnap